# L'Aiglonne
L'Aiglonne és una pel·lícula episòdica muda francesa dirigida per Émile Keppens i René Navarre a partir d'un guió d'Arthur Bernède, estrenada el 17 de febrer de 1922.
Algunes escenes es van rodar a Versalles.

## Argument
Marguerite de Navailles va tenir una filla amb Napoleó Bonaparte, que va ser acollida pel general Malet. Finalment s'assabenta del secret del seu naixement i es proposa trobar el seu germanastre, l'Aiglon.

## Repartiment
- Cyprian Gilles : Laurence de Navailles dit l'Aiglonne
- Suzy Prim : Madame de Navailles
- Émile Drain : Napoleó Bonaparte
- Célia Clairet : Joséphine de Beauharnais
- Liane Gunthy : Maria Lluïsa d'Àustria
- André Marnay : Fouché
- Albert Bras : Claude-François de Malet
- Marguerite Seymon : Madame de Malet
- Lucien Prad : Savary, duc de Rovigo
- Jean Robur : Michel Duroc, duc de Friul
- Laurent Morlas : Desmaretz
- Maurice Poggi : Grippe-Sol
- Andrew Brunelle : Jacques Féraud
- Vincent Cauvin-Vassal : Coquerel
- Émile Garandet : Maugeard
- Simone Montalet : Mlle Charvet
- Thomy Bourdelle
- Émile Engeldorff